# Ligne de partage des eaux Congo-Nil
 (novembre 2015).
Si vous disposez d'ouvrages ou d'articles de référence ou si vous connaissez des sites web de qualité traitant du thème abordé ici, merci de compléter l'article en donnant les références utiles à sa vérifiabilité et en les liant à la section « Notes et références ».

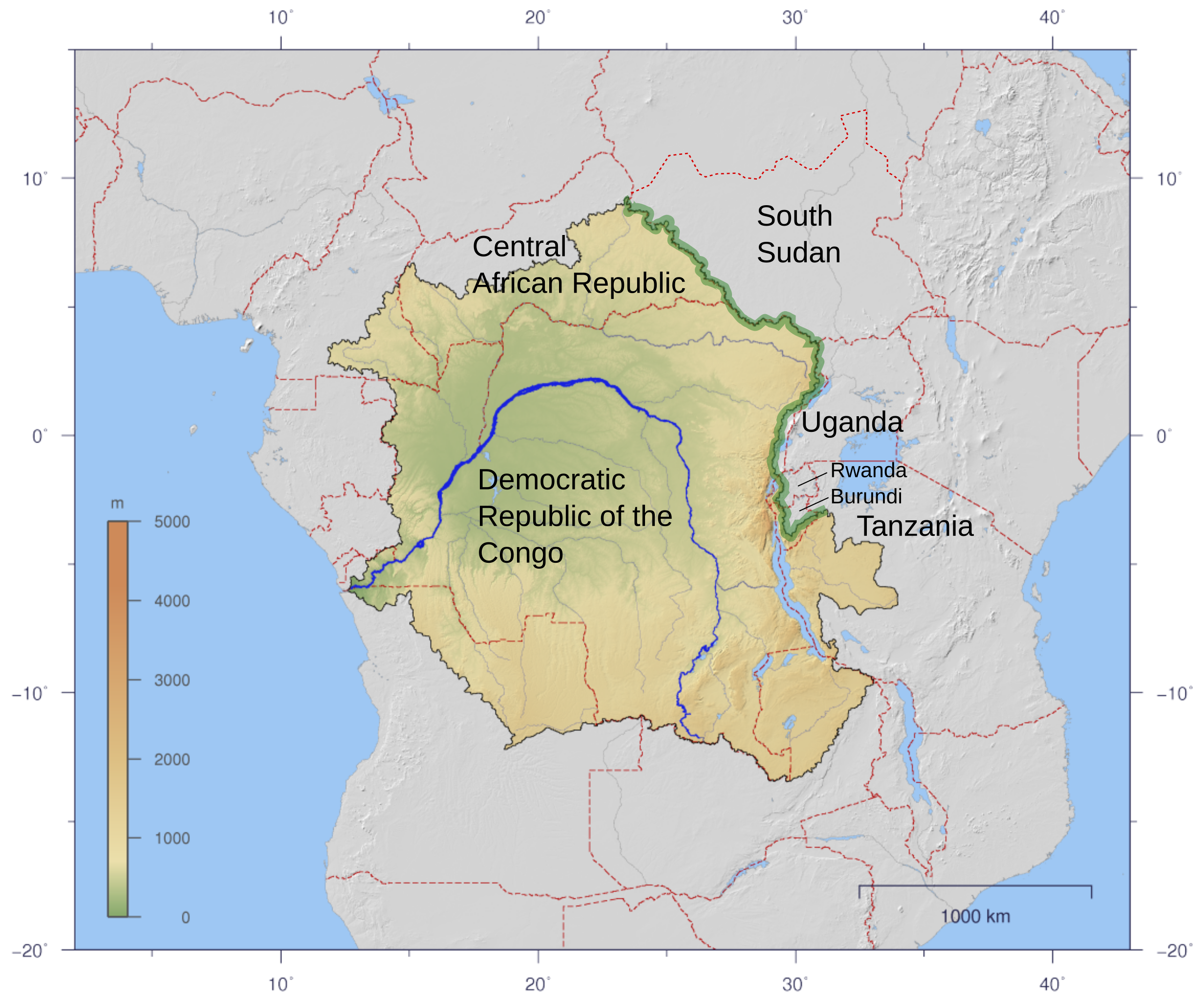
Bassin du Congo avec la ligne de partage des eaux avec le Nil.

La ligne de partage des eaux Congo-Nil, appelée aussi crête Congo-Nil, est la ligne continentale de partage des eaux, longue d'environ 2000 km, qui sépare les bassins versants du Nil et du Congo.
Elle comporte plusieurs sections géographiquement et géologiquement distinctes entre le point, sur la frontière entre la République centrafricaine et le Soudan du Sud, où les bassins du Nil et du Congo rejoignent le bassin du Tchad, et le point sud, en Tanzanie, au sud-ouest du lac Victoria, où ils touchent une zone endoréique.
Les populations vivant le long de la ligne se partagent en deux principaux groupes linguistico-culturels, parlant des langues soudaniques centrales au nord et des langues bantoues au sud.
Les puissances coloniales européennes s'appuyèrent sur la ligne de partage des eaux pour se répartir les territoires, le Royaume-Uni prenant possession des terres situées à l'est et la France et la Belgique se partageant celles de l'ouest. Cette décision fut prise alors que très peu d'Européens s'étaient rendus sur place et sans considérations pour les populations locales. De nombreux groupes, vivant des deux côtés de la ligne, se trouvèrent séparés, dont les Zandé, qui se trouvent actuellement éclatés entre l’extrémité sud-ouest de l’actuel Soudan du Sud le nord-est de l’actuelle République démocratique du Congo et la République centrafricaine.

## Situation

### Section septentrionale: Soudan
L'extrémité nord est située sur le tripoint hydrographique entre les bassins du Congo, du Tchad et du Nil. La ligne est orientée nord-ouest - sud-est, marquant la frontière entre le Soudan du Sud à l'est et la République centrafricaine puis la République démocratique du Congo à l'ouest.
Le plateau d'Ironstone, entre le Soudan du Sud et le Congo, est creusé de nombreux cours d'eau qui ont formé d'étroites et profondes vallées. Les vastes zones humides du Sudd, au Soudan du Sud, sont alimentées par le Bahr el-Gebel, section sud-soudanaise du Nil Blanc qui draine également le lac Albert et le lac Victoria au sud, ainsi que par dix cours d'eau plus petits, apportant chaque année 20 milliards de mètres cubes d'eau.
Cette portion de la ligne, facile d'accès, pourrait être la route principale de l'expansion bantoue vers l'Afrique orientale et australe à l'âge du fer. La combinaison de la déforestation pour les besoins de l'agriculture, de l'élevage de bovins et du perfectionnement des armes grâce à la pratique de la métallurgie a pu permettre aux Bantous de s'introduire au futur Buganda il y a 1500 ans environ. De là, ils auraient continué leur expansion vers le sud.
Les peuples qui vivent actuellement le long de la ligne au Soudan du Sud parlent des langues soudaines centrales. Ils sont originaires du sud du lac Tchad mais furent chassés vers l’est et le sud par des populations venant de l’ouest.

### Section centrale: partie occidentale du Rift Albertin
Dans sa partie centrale, la ligne court le long des montagnes qui forment le flanc occidental du Rift Albertin, du lac Albert au nord à l’extrémité septentrionale du lac Kivu en passant par le lac Édouard. Elle traverse le rift le long des montagnes des Virunga, au nord du lac Kivu.
Le massif des Virunga, le long de la frontière entre le Rwanda et la République démocratique du Congo, consiste en huit volcans dont deux, le Nyamuragira et le Nyiragongo, sont toujours fortement actifs. Au sud des Virunga, le lac Kivu se vide vers le sud dans le lac Tanganyika, par la Rusizi. Ce dernier alimente ensuite le Congo via la Lukuga. Il semble que l’actuel système hydrologique soit relativement récent et date de l’éruption des volcans, qui bloquèrent l’écoulement des eaux du lac Kivu dans le lac Édouard, les redirigeant vers le Tanganyika. Auparavant, ce dernier, ou les sous-bassins qui le constituent actuellement, était peut-être endoréique.

### Section méridionale: branche orientale du Rift Albertin
Au sud, la ligne est orientée nord-est - sud-ouest à travers la Tanzanie et le Burundi à partir d’un point au sud-ouest du lac Victoria, vers les montagnes qui forment la branche orientale du Rift Albertin. Elle s'oriente ensuite nord - sud à l'est du lac Tanganyika et du lac Kivu.
Cette section englobe la forêt Nyungwe au Rwanda et le parc national Kibira au Burundi. Ce dernier abrite plusieurs espèces rares de primates, d’oiseaux et de plantes. C’est une région montagneuse où plusieurs sommets dépassent 3000 mètres, mais néanmoins densément peuplée et où l’agriculture est intensément pratiquée.
Au sud du Rwanda, à l’est de la ligne, la Rukarara prend sa source au milieu d’une épaisse forêt. Point le plus éloigné de l’embouchure du Nil, elle constitue sa première source.

## Exploration européenne et détermination des frontières

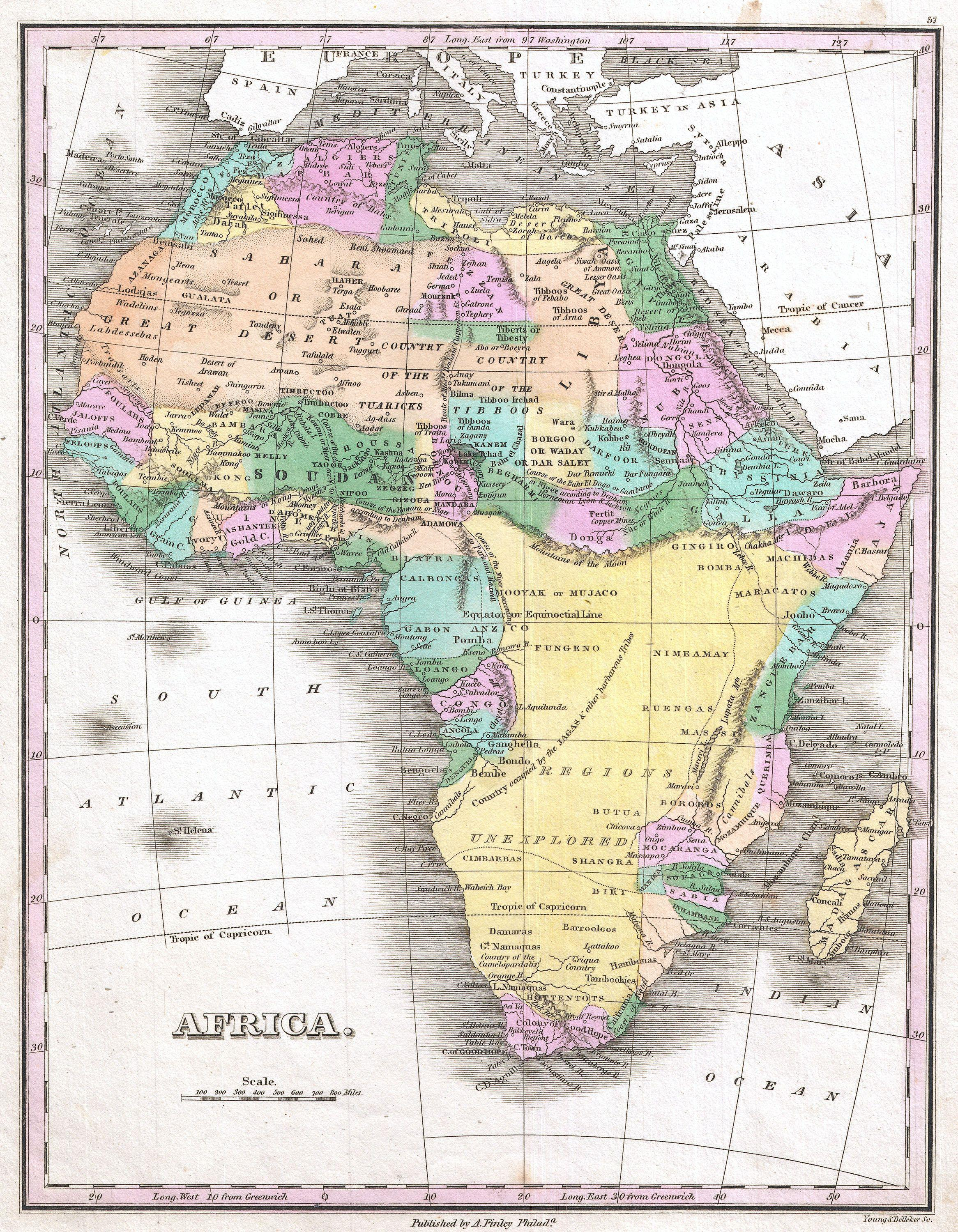
Carte de 1827, lorsque la surface du bassin du Congo était largement sous-estimée et que le Nil était présumé prendre sa source dans les montagnes de la Lune, au Soudan du Sud actuel. Les côtes étaient connues avec précision mais les Grands Lacs encore ignorés des Européens.

Le plateau des Grands Lacs était difficile d'accès aux explorateurs européens du XIXe siècle, avec des terres arides ou semi-arides au nord, à l'est et au sud-est et les denses forêts du bassin du Congo à l'est. La route venant du sud, depuis les lacs Nyasa et Tanganyika, était plus praticable, tout comme la ligne de partage Congo-Nil depuis le nord-ouest.
La rivière Rusizi, qui coule vers le sud dans le lac Tanganyika, fait partie du haut-bassin du Congo. Les premiers explorateurs britanniques du XIXe siècle, notamment Richard Francis Burton et John Hanning Speke, incertains du cours de la Rusizi, envisagèrent qu'elle pourrait couler vers le nord vers le Nil Blanc. David Livingstone et Henry Morton Stanley démontrèrent ensuite que ce n'était pas le cas.
En 1885, la Conférence de Berlin convint de faire de la ligne de partage la frontière entre le Soudan britannique et l'État du Congo. Selon l'accord du 12 mai 1894 entre le Royaume-Uni et le roi Léopold II de Belgique, l'État indépendant du Congo serait délimité notamment par "une frontière suivant le 30e méridien à l'est de Greenwich jusqu'à son intersection par la ligne de démarcation entre le Nil et le Congo, puis, de là, suivant la ligne vers le nord et le nord-ouest".
En 1907, D. Comyn publia un article intitulé Western Sources of the Nile dans le Geographical Journal. Il affirma être le seul homme blanc vivant à avoir rejoint toutes les sources depuis le fleuve Wau jusqu'au Bahr al-Arab. En 1911, Comyn, dans Service and Sport in the Sudan, décrivit les affluents du Nil descendant de la ligne de partage Congo-Nil vers l'est de la République centrafricaine.
En 1915-1916, lorsque la ligne servit de base pour déterminer la frontière occidentale du Soudan anglo-égyptien, Cuthbert Christy explora la région et considéra possible d'y construire une ligne de chemin de fer.
La France et le Royaume-Uni convinrent en 1919 de définir la frontière entre le Soudan anglo-égyptien et l'Afrique-Équatoriale française. La frontière devait suivre la ligne de partage Congo-Nil jusqu'au 11e parallèle nord, puis le long de la frontière entre le Darfour et les tribus des oueds. La plus grande partie de la région concernée n'avait pas encore été explorée par les Européens. Une expédition franco-anglaise quitta Khartoum dans ce but à la fin de l'année 1921. Entre le 11e et le 5e parallèle, à la frontière entre l'Afrique équatoriale française et le Congo belge, la zone est couverte d'une dense forêt tropicale et l'expédition fit face à des difficultés considérables. La technique employée consistait à marcher le long d'un azimut jusqu'à atteindre un cours d'eau, puis remonter ce dernier jusqu'à sa source, souvent marécageuse, et de déterminer sa position. La tâche fut achevée en dix-huit mois.